# アゲート (ロケット)
アゲート（Agate、別名: VE110）はフランスの試験用ロケット。1961年から1964年にかけて12基が打ち上げられた。
ロケットは無誘導式で、カプセル装置と回収システムの試験を目的としていた。アマギールで8基が打ち上げられ、最後の4基はIle de LevantでアゲートRバージョンが打ち上げられた。アゲートRは海上回収の手順を発展させることに使用され、4つのうちの最初の試験は失敗している。
なお、このロケットは宝石（Pierres Précieuses）計画における最初のロケットで、この計画は最終的にディアマンロケットの開発に結びつく。

## データ
- 全重量: 3,200 kg
- 全長: 8.50 m
- 直径: 0.80 m
- 推力: 186.00 kN
- 高度: 20 km
- 初飛行: 1961-06-03
- 最終飛行: 1964-04-20
- 回数: 12